# Rosso (famiglia)
I Rosso, Rossi,Russo sono una famiglia nobile siciliana discendente dal casato reale degli Altavilla.

## Storia
Hanno come capostipite Ugo o Ugone, soprannominato Rosso o Rubeo, soprannome che prevalse su Altavilla nella cognomizzazione dei discendenti. Fu figlio di un Guglielmo d'Altavilla, uno dei figli di Goffredo d'Altavilla. Fu chiamato consanguinei Nostri da Ruggero II di Sicilia in occasione della conferma di una baronia ad un suo discendente, Riccardo, fatta con un diploma del 1132. Moglie di Guglielmo fu Galgana, che possedeva il feudo di Sperlinga e il Castello di Sperlinga e che gli diede almeno altri due figli, un Riccardo ed un Robertus Brito. Nei Vespri siciliani la famiglia si schierò con gli aragonesi.
Un Cataldo gran camerlengo di Sicilia fu ambasciatore di Giacomo II di Aragona detto il Giusto; un Rosso barone di svariati feudi, grande ammiraglio e gran giustiziere di Sicilia fu strategoto di Messina; un Nicolò, barone anch'egli di svariati feudi, fu Capitano Giustiziere e Governatore a vita di Naro nel 1350 e capostipite del ramo dei Rossi di quella città, poi, con Ignazio, conti di San Secondo. Un Enrico, conte e possessore di vari feudi tra i quali Aidone, governatore di Messina e Taormina, gran cancelliere e grande ammiraglio di Sicilia, si ribellò a Federico IV di Sicilia ed in un attacco navale causò la morte della moglie, la regina Antonia del Balzo. Vari esponenti ebbero diverse cariche tra le quali quelle di ambasciatore, gran camerlengo, gran cancelliere, generale, vicario, consigliere di Stato; un Liviano (o Luciano) fu vescovo di Mazara del Vallo, un Domenico fu arcivescovo di Palermo e un Giuseppe, teologò insigne, vescovo di Umbriatico e legato pontificio in Polonia nel 1655.

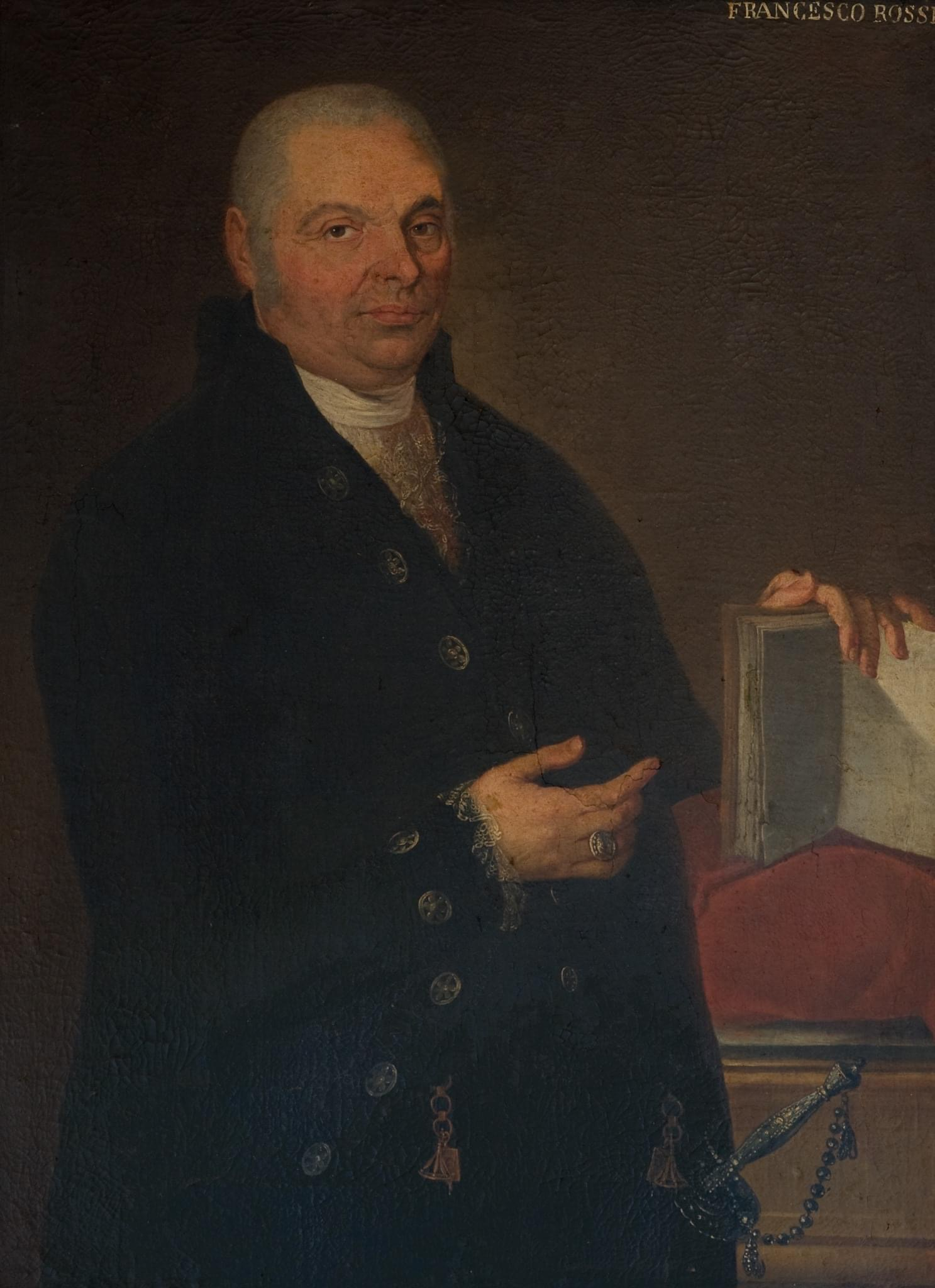
Ritratto del prof. D. Francesco Rosso di Xirumi (Aci Catena, 1755 - Catania, 1816), cugino di Domenico Rosso Speciale, entrambi esponenti di rilievo dell'illuminismo siciliano. Fu il primo titolare della cattedra di diritto pubblico all'Università di Catania che, con il placet del vescovo Moncada, gli venne assegnata dal viceré d’Aquino di Caramanico.
Il ritratto, che era conservato presso Villa Cerami è stato oggetto di furto nel 2019 e ad oggi non è stato ritrovato.

A Modica si distinse la famiglia Tommasi Rosso (tuttora fiorente), Baroni di Difisia, Corte e Ciarciolo (per privilegio vicereale di luglio 1638), un ramo della quale si stabilì a Terranova (Caltanissetta) ed un altro a Comiso (col titolo di signori di Nixexa), discendente da Tommaso Rosso, sposo di Viva Vassallo e figlio di Girolamo Rosso (gran cancelliere del Regno di Sicilia nella prima metà del 1400 e fratello di Enrico II d'Altavilla Rosso, I conte di Aidone).
Complessivamente la famiglia possedette un principato, dodici contee e cinquantacinque feudi; contrasse parentele, tra le altre, con gli Asmundo, i Beccadelli di Bologna, i Branciforte, i Del Carretto, i Chiaramonte, i Filangeri, i Gaetani, i Geremia, i Gravina, i Grimaldi, i Sidoti, i De Luna, i Moncada, i Paternò Maniace, i Pignatelli, i Santacolomba, gli Spatafora, i Valguarnera, i Maniaci Ventimiglia, i Trigona della Floresta e i Camerata-Scovazzo.

## Arma e motto
Arma: Di rosso, alla cometa d'oro. 
Motto: Serenat.